# Охотничий домик (Гомель)
Охотничий домик (бел. Паляўнічы домік) — городской особняк в Гомеле, памятник архитектуры первой половины XIX века.  

## История
Построен в 1820—1822 годах по проекту архитектора Ивана Петровича Дьячкова в стиле позднего классицизма, как один из домов в системе усадебного 
ансамбля. В архивных документах графа Румянцева упоминается как «дом для летнего проживания графа».  Иногда его называют как «Дом ампир», это вызвано оформлением фасадов.  Дом необычен по конструктивному решению.  Здание дома прямоугольное в плане, одноэтажное (не считая балкона), накрытое пологой 4-скатной крышей.  К основному объёму по бокам пристроены небольшие каменные объёмы, которые завершены ступенчатыми аттиками.  Главный фасад решён шестиколонным портиком дорического ордера, над ним открытая терраса.  Над портиком возвышается второй этаж в виде мезонина с балконом, выход на который оформлен большой полуциркульной аркой.  По сторонам арки — скульптурные вставки.  Присутствуют декоративные элементы и в компактных боковых пристройках.  Сам же дом построен из деревянного сруба бывшего магазина, облицован кирпичом и оштукатурен.  Однако использование деталей из арсенала классической архитектуры создает полную иллюзию цельнокаменного сооружения.  Крайние колонны сдвоены, в результате чего особенно выделяется средняя часть со входом в здание.
Местонахождение здания на тогдашней окраине города, возможно, послужило причиной для его наименования с середины XIX века охотничий домик.  Интересно, что граф Румянцев сам никогда охотой не интересовался и был к ней равнодушен.
С 1830-х и до 1919 года во владении дворянских семей Крушевских и Лисовских.  Последней владелицей особняка была Ирэна Голынская (из Лисовских).  В Советский период в здании размещались различные государственные организации.  В начале Советской власти в домике некоторое время функционировала первая в городе радиостанция, заседала Чрезвычайная комиссия и находились другие управления.
С 1993 года по ноябрь 1997 года здание находилось на реставрации.  После реставрации здание было передано на баланс Гомельского областного краеведческого музея (сейчас - государственное историко-культурное учреждение «Гомельский дворцово-парковый ансамбль»).
Решением № 71 от 28 февраля 2002 года Белорусской республиканской научно-методической радой по вопросам историко-культурного наследия при Министерстве культуры Республики Беларусь «Охотничьему домику», как памятнику архитектуры, присвоен статус историко-культурной ценности второй категории.
Решением Гомельского облисполкома № 623 от 09.06.2008 года объект музея «Охотничий домик» передан в коммунальную собственность г. Гомеля.

## Музей
Город Гомель является одним из крупнейших городов областного масштаба в Республике Беларусь. Однако он не имел музея, который наглядно демонстрировал бы всю его многовековую историю и современные достижения культуры и труда.  В связи с проведением «Года родной земли» в Республике Беларусь в феврале 2009 года художественный отдел музея переведён во дворец Румянцевых и Паскевичей. В «Охотничьем домике» был открыт Музей истории города Гомеля. Торжественное открытие музея было приурочено к Международному дню музеев и прошло 18 мая 2009 года. Музей образован как научно-просветительский центр, осуществляющий поиск, систематизацию, научную обработку информации по истории города Гомеля и её дальнейшую презентацию широким слоям населения.
Всего в Охотничьем домике семь экспозиционных залов, в которых представлены - малая гостиная, кабинет, спальня, столовая, коллекции картин.  В музее реконструированы интерьеры дворянского особняка времен графа Румянцева, организуются выставки.  Девяносто процентов экспонатов музея были подарены жителями Гомеля.  Среди них старинная мебель и картины, коллекция антикварных часов, посуда, старинные игрушки, фарфоровые изделия, другие предметы интерьера. Из постоянных экспозиций в музее представлены: интерьеры дворянского городского особняка (конца XIX – начала XX века), история Гомеля от древнейших времен до начала XX века, прогулки по старому Гомелю (конца XIX – начала XX века).

## Основные виды деятельности
- Организация и проведение стационарных и передвижных выставок по истории города Гомеля.
- Организация и проведение совместных  выставок («Гомель моими глазами»; «История моей семьи», «Семейная династия» и т.д.).
- Проведение экскурсий по экспозиционным залам музея.
- Чтение лекций по истории города Гомеля.
- Презентация на территории музея новых достижений предприятий Гомеля.
- Проведение совместных мероприятий (например, посвященных Дню потребителя, Дню ребенка, Дню семьи и т.д.).
- Чествование юбиляров.
- Фото и видеосъемка для молодоженов.
- Фото и видеосъемка в экспозиционных залах музея: «Прогулки по старому Гомелю, история Гомеля с древности до начало XX века»; в выставочных залах музея, фойе для индивидуальных посетителей и групп до 15 человек.
- Церемония бракосочетания в залах музея и на прилегающей территории.
- Составление учетных документов (учетная карточка, паспорт) на памятники архитектуры для юридических лиц.
- Продажа сувениров, произведений искусства, предметов декоративно-прикладного искусства, рекламных изданий о фондах и деятельности музея, о Гомеле.

## Интересные факты
Усадебный особняк дворянской семьи Крушевских в Гомеле изображен на почтовой открытке, напечатанной в товариществе Р. Голике и А. Вильборг в Санкт-Петербурге. На ней подпись: «Гомель. Дом гр. А. Румянцева (ныне г-на Лисовского)». Этот дом перешел в руки семьи Лисовских в результате брака Антонины Крушевской с Александром Лисовским в 1914 году. Автор пейзажа - Георгий Крескентьевич Лукомский.